# Motorola 68040

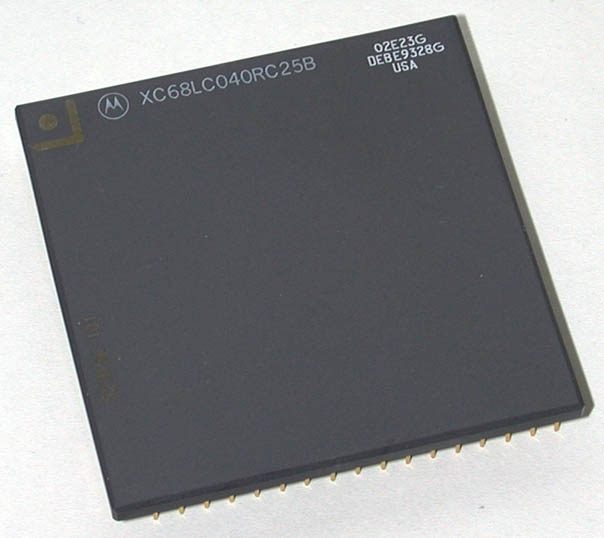
Motorola 68LC040 mit einer Taktfrequenz von 25 MHz.

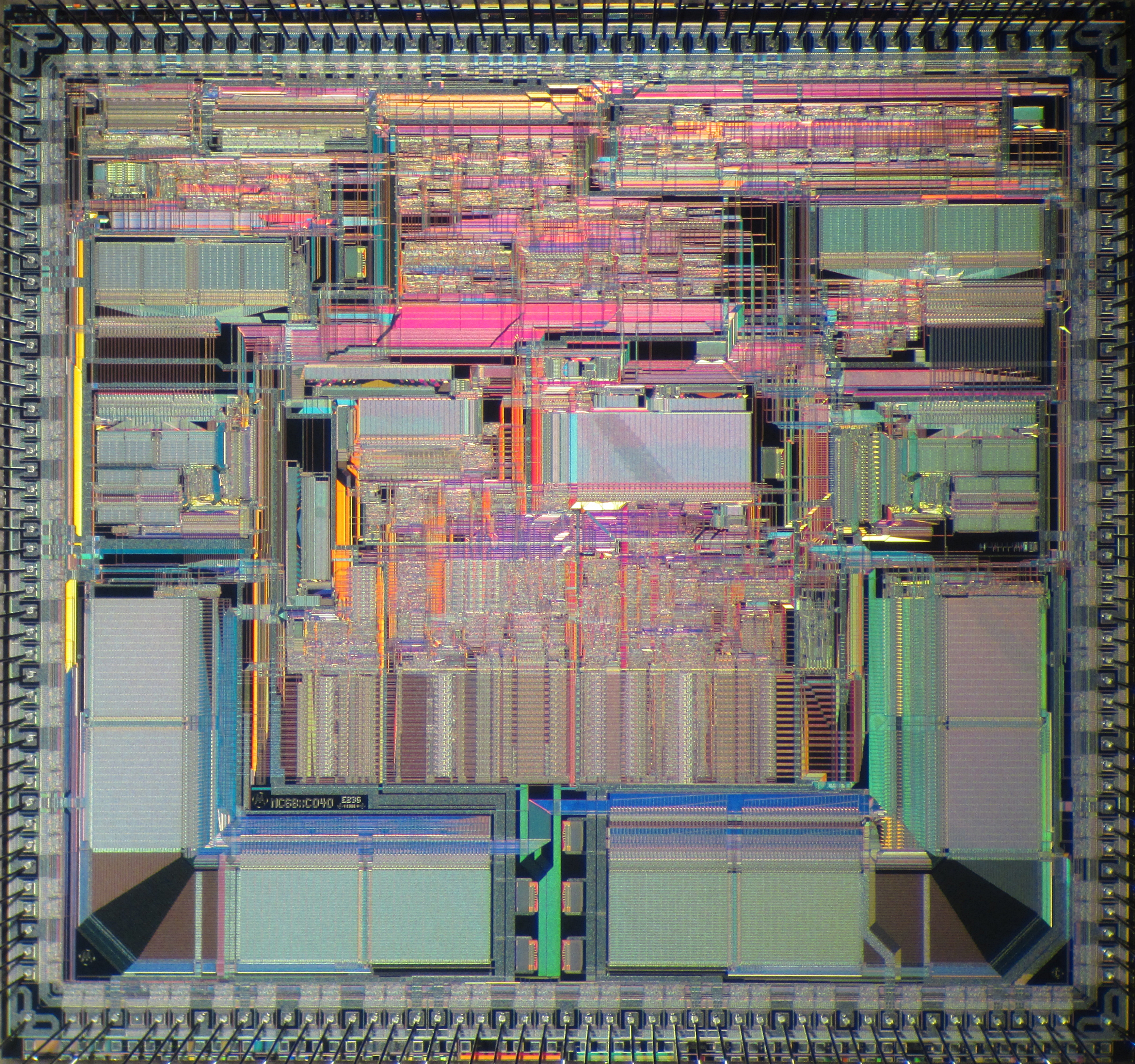
Die eines Motorola 68LC040 (XC68LC040RC33B).

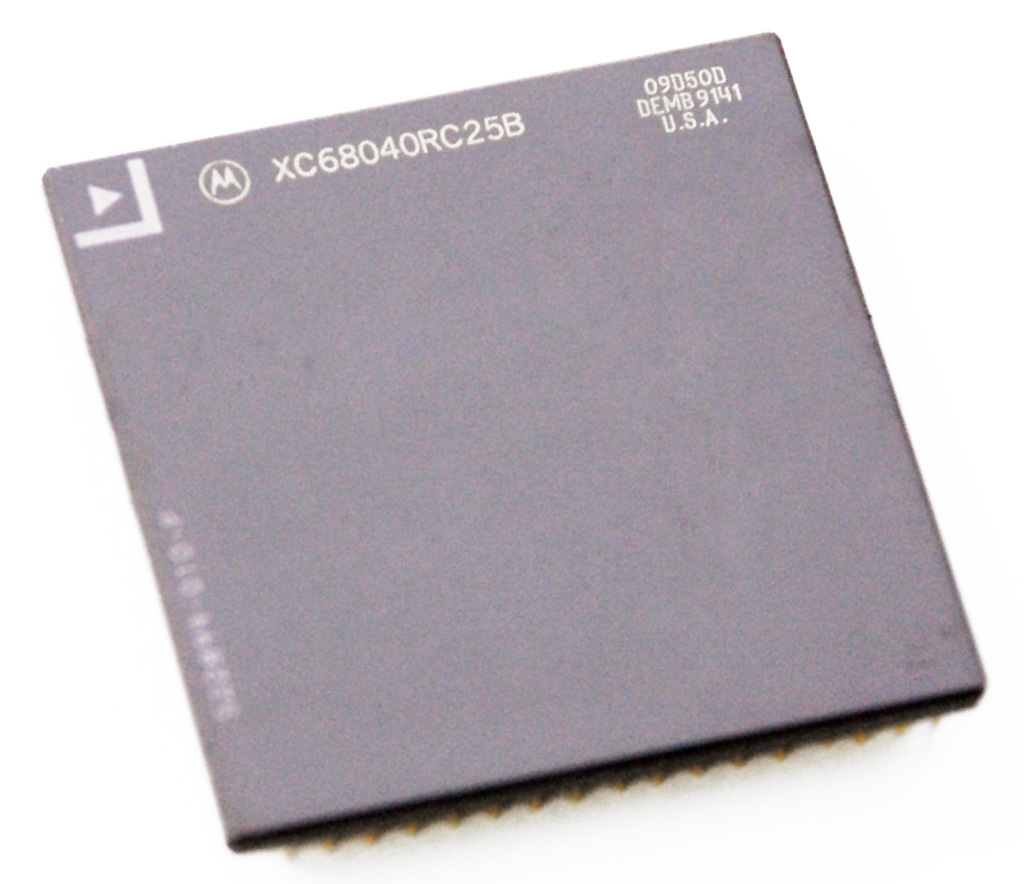
Motorola 68040 mit einer Taktfrequenz von 25 MHz.

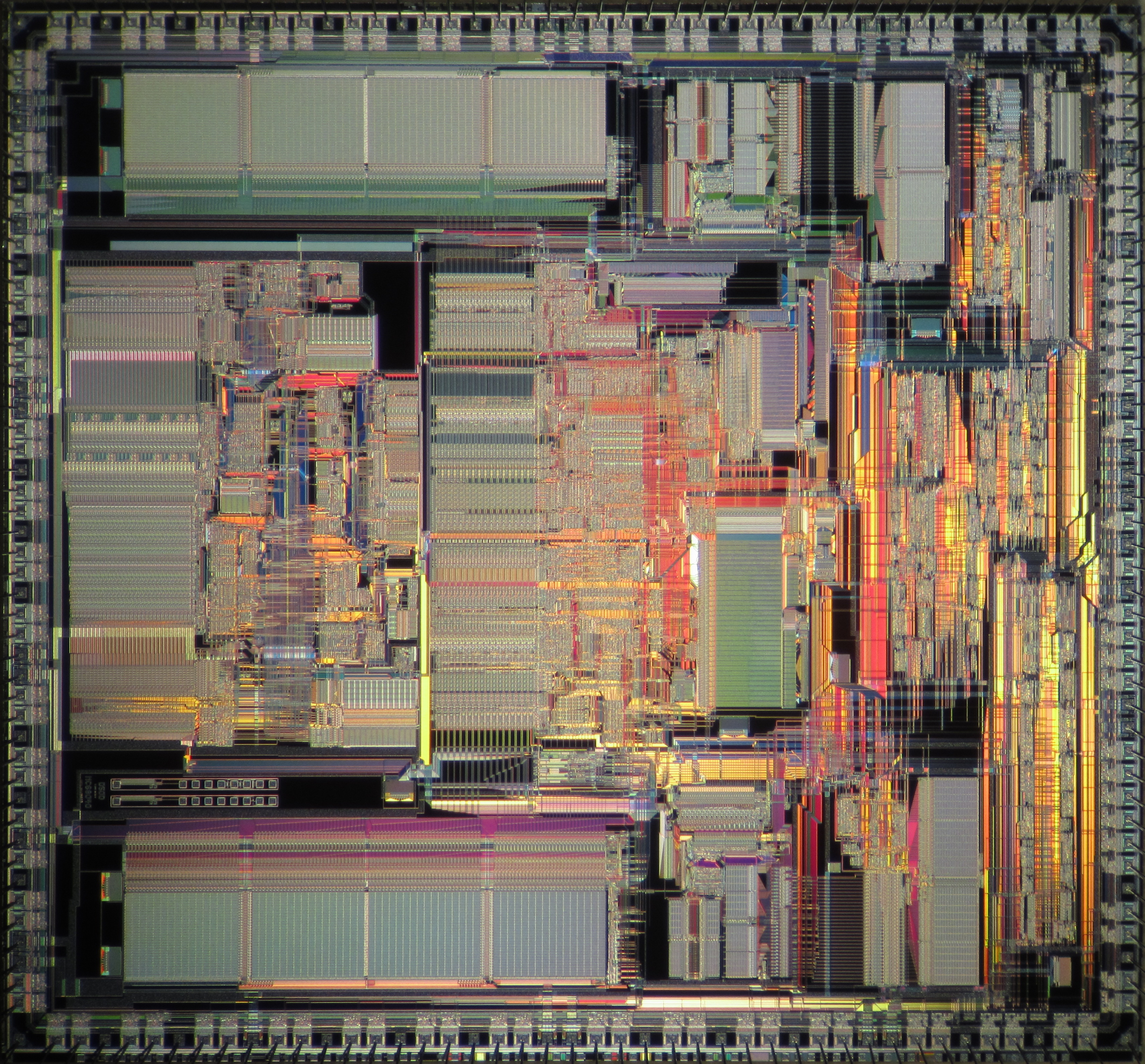
Die eines Motorola 68040 (XC68040RC25B).

Der Motorola 68040 ist ein 32-Bit-Mikroprozessor des Unternehmens Motorola (später Freescale, heute NXP). Er kam 1990 als Nachfolger des Motorola 68030 auf den Markt. In der vollen Version verfügt er über zwei integrierte Memory Management Units (MMUs), die sich aber an derselben Paging-Datenstruktur bedienen (über jeweils getrennte Register für User- und Kernel-Mode) und eine zum Motorola 68881/68882 fast vollständig kompatible Gleitkommaeinheit (FPU), sowie jeweils einen Level-1-Cache von 4 KiB für Daten und Instruktionen. Damit leistet er im Integer-Bereich etwa doppelt so viel wie ein gleich getakteter Motorola 68030. Die integrierte FPU ist mehr als doppelt so effizient wie ein Motorola 68882. Sie folgt dabei dem IEEE 754 Floating Point Standard und beinhaltet keine Logik für trigonometrische Funktionen, diese müssen in Software nachgebildet werden.

## Geschichte
Der Motorola 68040 war Anfang der 1990er-Jahre ein populärer Mikroprozessor für gehobene Personal Computer und Workstations, verbaut unter anderem in den neueren Versionen des NeXTcube und der NeXTstation des Unternehmens NeXT, Apple Macintosh Quadra und Macintosh Performa, HP Apollo 400-Baureihe und Amiga 4000.
Motorola konnte den Liefertermin für den 68040 anfangs nicht halten; so mussten einige Hersteller ihre Produkte ebenfalls verzögern oder sich wie HP anderweitig behelfen: Der HP Apollo 400t war bereits angekündigt, nur der 68040-Prozessor fehlte noch in Stückzahlen. So entwickelten die Ingenieure schnell eine Tochterplatine mit 68040-pin-kompatiblem Anschluss, auf dem ein Motorola 68030 samt Motorola 68882 bei 50 MHz und 128 KiB L2-Cache saß. Dem Ruf von Motorola in der Industrie war das nicht zuträglich, bei den Endkunden dagegen war der 68040 wegen seines guten Preis-Leistungs-Verhältnisses beliebt.
Eine Variante des 68040 ist der Motorola 68LC040 ohne FPU. Eine Variante der Motorola 68EC040 ohne PMMU und FPU, mit einer rudimentären Speicherverwaltung über vier Access Control Register.
Nach dem 68040 stiegen viele Computeranbieter nicht auf den Nachfolger Motorola 68060 um, sondern wechselten direkt zu anderen Prozessorplattformen, wie PA-RISC im Fall von HP und PowerPC bei Apple.

## Varianten
- 68040LCVE– Vollständige CPU mit FPU und MMU
- 68LC040VE– FPU deaktiviert, MMU vorhanden
- 68EC040LV– FPU und MMU deaktiviert
- 68040VLCE– „Low Voltage“-Variante des 68LC040[2]

## Technische Merkmale
| Arbeitsfrequenzen   | 10 MHz, 20 MHz, 25 MHz, 33 MHz, 40 MHz |
| Betriebsspannung    | Vcore 5 V Vcore 3,3 V (68040V) I/O 5 V |
| Arbeitstemperatur   | −40 °C bis 70 °C |
| Herstellungsprozess | static-CMOS 0,6 μm |
| Bauweise            | CQUAD 184, PGA 179 FG, PGA 182 |
| Datenbus            | 32 Bit |
| Adressbus           | 32 Bit |
| Instructionset      | CISC |
| Pipeline            | 6 Stages |
| Cache               | 4 KiB DCache 4 KiB ICache 64 Entry ATC MMU Buffer (4-fach assoziativ) |
| Register            | 8 32-bit-Adressregister 8 32-bit-Datenregister 2 Statusregister 8 80-bit-Gleitkomma-Datenregister 1 Gleitkomma-Befehlsregister 1 Gleitkomma-Statusregister 1 Gleitkomma-Steuerregister |
| Transistoren        | ≈ 1.170.000 (68040) ≈ 0.962.000 (68EC040) ≈ 0.813.000 (68LC040) |
| Performance         | ≈ 29 MIPS @ 40 MHz (Die Herstellerangabe von 44 MIPS ist eher unrealistisch) ≈ 11 MFLOPS @ 40 MHz                                                                                      |